# Ethnikos Neo Keramidi
Ethnikos Neo Keramidi (en griego: Π.Σ. Εθνικός Νέου Κεραμιδίου, Εθνικός Προοδευτικός Σύλλογος Νέου Κεραμιδίου) es un equipo de fútbol de Grecia que juega en la Gamma Ethniki, la tercera división nacional.

## Historia
Fue fundado en el año 1951 en la ciudad de Neo Keramidi en la municipalidad de Katerini, pero fue hasta la temporada 2020/21 que llegó a jugar por primera vez a nivel nacional cuando jugó en la Gamma Ethniki. El club solo pudo jugar los partidos de primera ronda a causa de la pandemia de COVID-19. En la temporada siguiente tuvieron su primer desafío cuando el club apenas salvó la categoría por un punto. En las siguientes temporadas el Ethnikos Neo Keramidi se estableció como uno de los equipos más fuertes de la Gamma Ethniki. 
En febrero de 2023 el club contrataría a Vangelis Moras, un exfutbolista internacional que fuera entrenador del Apollon Larissa y el P.O. Elassona, como su entrenador.
La temporada de 2023–24 sería la mejor temporada en la historia del club ya que el Ethnikos Neo Keramidi ganaría el grupo 2 de la Gamma Ethniki y lograría el ascenso a la Super League Greece 2, la segunda división de fútbol de Grecia, por primera vez.

## Palmarés
- Gamma Ethniki (1): 2023–24
- Pieria Football Clubs Association First Division (1): 2019–20
- Pieria Football Clubs Association Third Division (2): 1990–91, 2008–09